# Хаустон (Арканзас)
Хаустон (енгл. Houston) град је у америчкој савезној држави Арканзас.

## Демографија
По попису из 2010. године број становника је 173, што је 14 (8,8%) становника више него 2000. године.
| Група             | 2000.       | 2010.       |
| Белци             | 149 (93,7%) | 171 (98,8%) |
| Афроамериканци    | 1 (0,6%)    | 0 (0,0%)    |
| Азијати           | 0 (0,0%)    | 0 (0,0%)    |
| Хиспаноамериканци | 2 (1,3%)    | 1 (0,6%)    |
| Укупно            | 159         | 173         |